# Stactolaema olivacea
Stactolaema olivacea là một loài chim trong họ Lybiidae.